# 大文字屋新十郎
大文字屋新十郎（生年不詳－卒年不詳）是日本戰國時代人物。被認為是戰國大名淺井長政的弟弟（有諸多説法）。

## 生平
父親是淺井久政，本名是淺井治政。隨著天正元年（1573年）小谷城被攻陷，哥哥長政被消滅時，得到前田利家（當時的府中城城主）的庇護。前田利家得知其藏匿在越前國的寶円寺（現今越前市高瀨町），令其变装并给予金钱，送往越前國府中（現今越前市武生），由商家大文字屋茂左衛門收為養子。
妻子是朝倉氏舊臣上木新兵衛的女兒八重（前田利家的側室壽福院的妹妹）。女兒是雁金屋彌十郎的妻子。其家系在江户时代仕于加贺藩前田家，代代擔任府中的總代，管理本陣。子孫現今仍然居住在越前市並以淺井為姓。